# 1999 RT214
1999 RT214 est un objet transneptunien binaire de magnitude absolue 7,79.

## Caractéristiques
1999 RT214 mesure environ 89 km de diamètre, il a un satellite de désignation provisoire S/2006 (1999 RT214) 1, de 72 km de diamètre, découvert en 2006. Les objets orbitent à 3 396 ± 66 km l'un de l'autre, ils pourraient être qualifiés de transneptunien double. 